# Charles Goldsborough

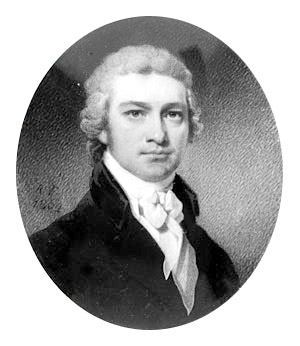
Charles Goldsborough

Charles Goldsborough (* 15. Juli 1765 im Dorchester County, Province of Maryland; † 13. Dezember 1834 bei Cambridge, Maryland) war ein US-amerikanischer Politiker und zwischen 1805 und 1817 Abgeordneter im US-Repräsentantenhaus sowie im Jahr 1819 Gouverneur des Bundesstaates Maryland.

## Werdegang
Charles Goldsborough studierte bis 1787 an der University of Pennsylvania. Nach einem anschließenden Jurastudium wurde er im Jahr 1790 als Rechtsanwalt zugelassen. Zwischen 1791 und 1795 gehörte er dem Senat von Maryland an. Im Jahr 1797 saß er auch im Abgeordnetenhaus von Maryland. Von 1805 bis 1817 vertrat er seinen Staat im US-Repräsentantenhaus.
Im Jahr 1818 wurde er von der Maryland General Assembly zum neuen Gouverneur gewählt. Goldsborough absolvierte nur eine Amtszeit zwischen dem 8. Januar 1819 und dem 20. Dezember desselben Jahres, die ohne besondere Vorkommnisse verlief. Der Grund für seine Abwahl im Jahr 1819 war der politische Abstieg seiner Föderalistischen Partei in jenen Jahren. Auch seine Kandidaturen in den Jahren 1820 und 1821 blieben erfolglos. Goldsborough sollte der letzte Gouverneur seiner Partei in Maryland bleiben.
Nach dem Ende seiner Amtszeit zog er sich auf sein Anwesen in der Nähe von Cambridge zurück. Dort ist er im Dezember 1834 verstorben. Charles Goldsborough war zweimal verheiratet und hatte insgesamt 17 Kinder. Er war der Urgroßvater von Thomas Alan Goldsborough, der zwischen 1921 und 1931 Abgeordneter im US-Repräsentantenhaus war. Ein weiterer Urenkel war Winder Laird Henry, der von 1894 bis 1895 ebenfalls Abgeordneter im Kongress war.